# Complejo endorreico de Lebrija-Las Cabezas
El complejo endorreico de Lebrija-Las Cabezas es un humedal localizado en la cuenca del río Guadalquivir. Fue declarado Reserva Natural por la Ley 2/1989, de 18 de julio, por la que se aprueba el Inventario de Espacios Naturales Protegidos de Andalucía. Además también ha sido declarado sitio Ramsar.  
El humedal complejo Eedorreico de Lebrija-Las Cabezas está formado por seis lagunas: Charrodo (también conocida por los nombres de Charroao o Bujadillo), Taraje, Pilón, Cigarrera, Galiana y Peña. La Laguna de Taraje es de carácter semipermanente, mientras que el resto son de carácter estacional. El nivel de agua de las lagunas del complejo es generalmente somero, oscilando entre los máximos conocidos de más 2 m en Cigarrera y de 3 m en Taraje, y los mínimos de 50 cm en Charrodo.
Estas lagunas constituyen ejemplos representativos del endorreísmo bético que se extiende por las campiñas de Cádiz y Sevilla. Este complejo endorreico se ubica en un área de campiña donde se entremezclan cultivos de secano con pastizales para el ganado extensivo, con algunos retazos de matorral mediterráneo. Su localización estratégica, próxima a las marismas del Guadalquivir y a otros humedales importantes, convierten a este espacio en un área esencial como humedal alternativo para la cría y escala migratoria de numerosas especies de aves acuáticas, especialmente en años secos.